# The Artist and the Brain Specialist
The Artist and the Brain Specialist è un cortometraggio muto del 1912 diretto da C.J. Williams.

## Produzione
Il film fu prodotto dalla Edison Company.

## Distribuzione
Distribuito dalla General Film Company, il film - un cortometraggio in una bobina - uscì nelle sale cinematografiche degli Stati Uniti il 22 maggio 1912. Nel Regno Unito, prese il titolo The Mighty Hunters.